# Monisme (spiritualité)
 (31 août 2017).
Dans le contexte de la spiritualité et de la croyance religieuse, le monisme est le point de vue ou le système de croyances reposant sur la conviction que tout ce qui est suit un unique principe et relève fondamentalement d'une même nature. L'origine et la nature de toute chose sont identifiées à ce principe dont l'unité rend indissociables la matière et l'esprit, ainsi que l'homme et la nature. Cette forme de monisme s'apparente au panthéisme lorsque le principe en question est identifié à Dieu, comme dans le cas des religions monothéistes.

## Monisme et non-dualité
L'un des théoriciens de la non-dualité est l'indien Adi Shankara (IXe siècle) qui a construit toute une logique (au sens des logiciens) qui réfute le principe du tiers-exclu et qui récuse aussi tout usage du « ou » exclusif.
En Occident, la métaphysique moniste a été combattue par la théologie chrétienne et par l'Église catholique avec, par exemple, la condamnation du jésuite Pierre Teilhard de Chardin au XXe siècle.
En Orient, par contre, le monisme est le fondement de la plupart des traditions spirituelles et religieuses. Les concepts de Tao, de Brahman ou de pleine Vacuité traduisent ces monismes dits « orientaux ».

## Monismes spirituels orientaux

### Hindouisme

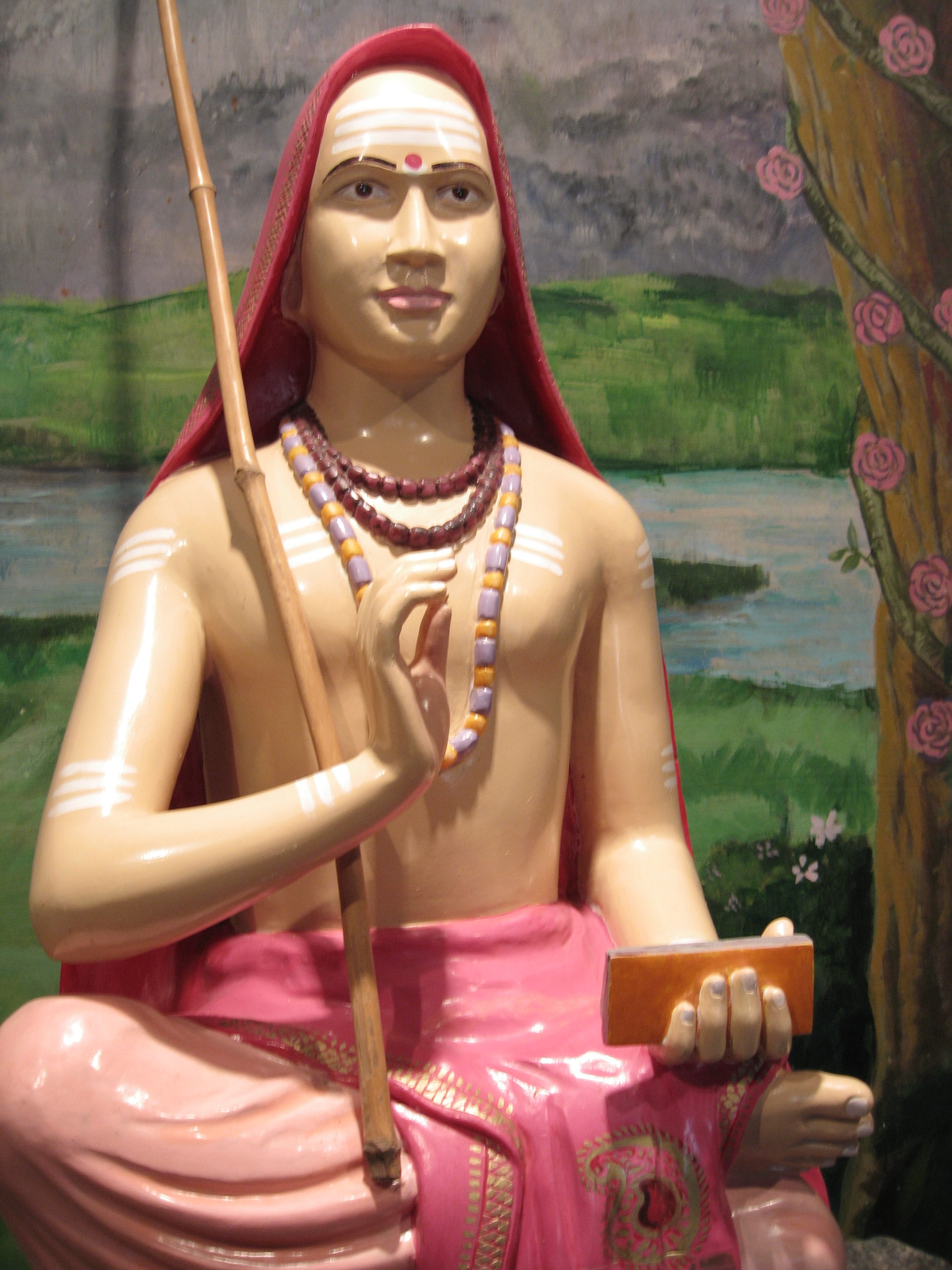
Statue de Adi Shanakaracharya, à Mysore.

La Trimurti, représentation triple de la divinité, s'articule en trois figures elles-mêmes multiples :
- Brahma crée le monde et s'endort. Il rêve le monde afin de pouvoir se le rappeler à son réveil et le recréer lors d'un prochain cycle. Un jour de Brahma est appelé un kalpa et est une des plus grandes durées citée dans des textes religieux. Brahma n'est donc pas actif et seuls deux temples lui sont dédiés (le principal est à Puskar)
- Vishnou lui maintient l'ordre du monde. Lorsque cet ordre est menacé, il envoie sur terre un avatar qui le défend. Il est également chargé de la préservation de la Terre, comme cela est décrit dans le Bhagavad-Gîtâ dans lequel il intervient sous la forme de Krishna (8e avatar)
- Shiva est un modificateur d'ordre. Il détruit et crée de nouvelles choses en permanence.

Ces deux dernières représentations font l'objet de deux points de vue monistes ou non-dualistes dont le rapport à l'Un peut-être simplifié en :
- Pour le vishnouisme (Vaishnavisme) : Le monde est réel et Vishnou est dans chaque chose ou être vivant 
  - Le monisme de l'Advaita Vedānta : L’Advaita Vedānta est probablement la plus connue des écoles du Védanta. Advaita signifie littéralement « non deux ». Cette doctrine établit la vérité de l’Advaita : la réalité non-duelle du Brahman dans laquelle atmân (l’âme individuelle) et brahman (la réalité finale exprimée dans la Trimurti) ne sont qu’une (ayam ātmā brahma). Il fut par la suite discuté de la réalité du brahman afin de déterminer s’il était saguna – avec attributs – ou nirguna – sans attributs. La croyance dans le concept du saguna brahman a provoqué une prolifération des attitudes dévotionnelles et a aidé à répandre le culte de Vishnou et de Shiva.
  - Le monisme qualifié du Vishistadvaita Vedanta : Ramanuja (1040-1137) est le premier partisan du concept de saguna brahman. Il enseigne que la réalité finale a trois aspects : Ishvara (Vishnou), cit (âme consciente) et acit (matière inanimée). Vishnou est la seule réalité indépendante, alors que les âmes et la matière dépendent de Dieu pour leur existence. En raison de ce concept de qualification de la réalité finale, le système de Ramanuja est considéré comme non-dualiste. Un texte anonyme tamoul du XIXe siècle, le Ellam Onru présente les concepts de l'advaita. L'Avadhuta Gita est un chant moniste du IXe siècle[2].

- Pour le Shivaïsme (Shivaisme) : Le monde est virtuel et est une illusion parfois considérée comme engendré par un démon. Seul Shiva est réel. Le monisme s'y exprime principalement au travers du Shivaisme du Kashmir, initié par Abihinavagupta à la fin du Xe siècle. Il s'oppose toutefois au Vedanta (absolu neutre) dans la mesure où Shiva est actif et crée sans avoir besoin d'autre chose, en se perdant lui-même, par jeu. Trois voies permettent la libération :
  - La voie de l'Individualité par l'action, l'ascèse, le yoga. Elle est considérée comme inférieure.
  - La voie de l'énergie, fondée sur la connaissance et la méditation intuitive que « Tout est Shiva »
  - La voie de la volonté, considérée comme la plus haute, Elle est dédiée au mystique qui a abandonné toute dualité et toute idée du « moi ». Cette voie dépasse le langage et est incommunicable.

Une quatrième « non voie » est également possible. Elle est spontanée et concerne des êtres d'exception qui rejoignent Shiva sans aucun apport ou effort. 
Les grands penseurs monistes ayant eu un rayonnement mondial au cours du XXe siècle sont Ramana Maharshi, Ramakrishna ou Sri Aurobindo.

### Bouddhisme
Le bouddhisme ne se veut ni moniste, ni dualiste, ni pluraliste. L’unité n’oblitère pas la multiplicité, la différence n’oblitère pas l'identité ; toute chose (y compris l'Absolu) a pour caractéristique la vacuité (Śūnyatā), mais chaque phénomène est ainsi, tel qu'il est, c'est-à-dire Tathata, « ainsité, telléité ». L'école Madhyamaka enseigne que tout est vide, sans que cette vacuité constitue un substrat comparable au Brahman hindou. Toutefois c'est à la Tathata, ou à un de ses équivalents, comme le Dharmakaya, que les enseignements des sutras du Tathagatagarbha accordent ce rôle comparable. Pour ces derniers la vacuité de la substance n'est pas une vacuité d'essence (dans la mesure où l'on peut se permettre de telles transpositions de concepts occidentaux). Cette essence (Svabhava) transcendante est dite présente dans tous les phénomènes et constituer leur ultime réalité.
Dans le Mahaparinirvana Sutra du Mahayana le Bouddha Shakyamuni affirme avoir enseigné la Vacuité en tant qu'expédient salvifique (Upaya) afin de déraciner notre conception du soi des objets et particulièrement du soi des personnes, à l'origine de notre égarement (samsara), mais, dit-il : « Lorsque j'ai enseigné le non-soi, les sots ont enseigné qu'il n'y avait pas de soi. » Par cette méprise, ils sont incapables de comprendre le véritable soi. Constatant cela, le Tathatagata a encore recours aux « moyens habiles » (Upaya), et il leur apprend à éteindre le « feu rageant » des innombrables « distorsions » (Kleshas), et leur révèle et leur explicite le tathatgata-dhatu, l'élément ou dimension (Dhatu) de Bouddhéité. Sous la boue des passions, ils déterrent le diamant de leur inaltérable Nature de Bouddha. 
La profusion des synonymes de cette essence n'est pas qu'un expédient poétique mais une façon, du moins pour les écoles du Mahayana, de verbaliser l'ineffable 'ultime' dont l'intuition serait cruciale à notre libération. En ce sens, la croyance en une seule vérité « toute-inclusive » est un monisme (seul existe authentiquement l'Absolu). En revanche, le Bouddhisme hīnayāna (à ne pas confondre avec le theravada) maintient un dualisme marqué entre Saṃsāra et Nirvāna, tandis que l'école Cittamātra affirme un certain monisme (seul le niveau le plus subtil de l'esprit est réel) et que l'école Madhyamaka n'est ni dualiste ni moniste. 
Les enseignements du Tathagatagarbha et ceux de la non-dualité sont les deux principaux points de rapprochement de l'hindouisme et du bouddhisme modernes dans leur approche de la Réalité (Dharma).

### Taoïsme

Dao/Tao (道), la « Voie ».

Le taoïsme relève d'une approche moniste de la réalité qui refuse toute opposition entre matière et esprit ou entre corps et âme. Il enseigne l'unité de tout le réel au sein du Tao. Selon Michèle Moioli, les taoïstes considèrent, à la manière de Spinoza, qu'une seule et même réalité ou substance (le Tao) se manifeste sous des formes innombrables et diverses (les « dix mille êtres ») et affirment ainsi l'unité profonde du réel.
Littéralement, l'expression Taï-yi (aussi écrit T'aï-i) signifie « Grand Un » ou « Un suprême ». L'Un est donc le premier existant, c'est l'être jailli du néant et du vide et l'unité première de tout ce qui est. Tout ce qui est procède du Tao comme l'enfant de la mère, et tout ce qui est vit et respire d'un même souffle. L'origine de cette idée de l'Un Suprême remonte au vieux chamanisme chinois. Elle exprime une attitude fondamentalement moniste qui conduit à établir que tout ce qui existe constitue une unité organique où tout est dans tout, où tout interagit avec tout et est interdépendant de tout. Cette vision du cosmos comme un organisme vivant et intégré est au cœur de la pensée chinoise et elle induit des applications importantes, notamment en médecine. 
Dans le Tao Té King, au chapitre XLII, Lao-Tseu écrit : 
« Le Tao engendre Un. »
Le Tao est donc placé en amont de l'Un absolu qui est tout ce qui existe. Mais si le Tao est « avant » Un, le Tao est donc zéro, néant, vide, vacuité. Ainsi, dès que Laozi parle du Tao, il s'empresse de détruire toute notion d'être en employant des adjectifs qui dépassent la qualification (« imperceptible », « impalpable », etc.), et en détruisant toute notion figée par l'emploi d'expressions telles que « il semble, l'on dirait que ». Inconcevable, le Tao est la réalité existante que l'on ne peut ni voir, ni entendre, ni toucher, ni même identifier à quoi que ce soit d'existant, mais dont on peut toutefois contempler le « Mystère ». 
En termes modernes, ce que semble nous dire Lao-Tseu, c'est que le Devenir précède et engendre l'Être, que le processus précède et engendre la structure (le Tao précède et engendre le Taï-yi). Puisque le Taï-yi concentre en lui tout le cosmos matériel, et que le Tao le précède, le Tao est purement immatériel, et puisque le Tao n'est pas un simple néant mais la source de vie d'où émane toute chose, il est spirituel. Le spirituel précède et engendre en ce sens le matériel. L'Esprit précède et engendre le Monde. Le taoïsme peut être interprété en ce sens comme une forme de monisme spiritualiste : au début était l'Esprit et de lui émane tout ce qui existe, y compris la matière sous toutes ses formes. On comprend alors l'étroite parenté qui unit le taoïsme philosophique et le vieux chamanisme chinois : si tout émane de l'Esprit, cet Esprit habite et anime donc tout ce qui existe.

### Islam

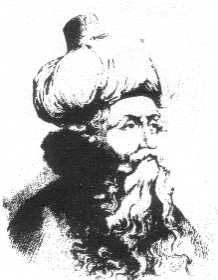
Ibn Arabi, surnommé « le plus grand des maîtres » par les soufistes.

Dans le Coran, Allah est essentiellement Un (tawhid). 
Le concept de non dualité et d'unicité est très développé dans le soufisme. Selon le théologien et philosophe andalous Ibn Arabi, pivot de la métaphysique soufie, Dieu est la seule réalité, le seul à ne pas être conditionné, tout découlant de lui. Sa « doctrine de l'Unité » affirme l'unicité de l'Être : il n'y a qu'un seul Être et cet Être est Dieu. Seul Dieu est absolument réel, et tout ce qui apparaît dans le monde procède de Lui comme le reflet procède du miroir ou le rayon, du soleil. Tel est pour le soufisme le sens du Tawhid, base doctrinale de l'islam, traduit le plus souvent en français par : « Il n'y de dieu que Dieu » (ou plus littéralement : « Il n'y a pas de dieu, si ce n'est Dieu »), et qui se décline également par d'autres formulations : « Il est le Premier et le Dernier, l'Extérieur et l'Intérieur » (57, 3), « Où que vous vous tourniez, là est la face de Dieu » (2, 115), etc. 
Aussi, dans la perspective soufiste, Dieu n'est pas une abstraction lointaine mais la réalité même, unique, toujours présente à proximité, dont l'accès n'est toutefois permis qu'à travers les multiples épreuves de la quête spirituelle. Le cheminement spirituel consiste alors à remonter progressivement le fleuve de la manifestation du monde jusqu'à sa Source unique, où l'âme individuelle se reconnaît pour finalement se fondre dans l'infini du Soi divin, qui est « Identité suprême » et « Non-Dualité ». Accomplissement ultime du soufisme, on appelle Fanâ cette « absorption » ou « annihilation » de l'individu en Dieu. 
Le poète mystique persan Farid al-Din Attar présente avec son « allégorie des trente oiseaux » une vision poétique et métaphorique du paradoxe de cette identité profonde entre Dieu et l'individu arrivé au terme de sa progression spirituelle. Las de leur existence médiocre et inutile, des oiseaux s'élancent à la recherche de leur roi mythique appelé « Sîmorgh », soit « trente oiseaux » en persan. Mais la plupart s'arrêtent en route, fatigués, déçus ou séduits par les surprises du voyage. Un petit groupe opiniâtre franchit cependant les déserts et les « sept vallées d'émerveillement et de terreur », à savoir les étapes et obstacles de la Voie. Épuisés, les ailes brûlées, trente oiseaux – « sî morgh » – accèdent enfin à l'Oiseau Roi, métaphore de Dieu. Cent rideaux s'écartent, une vive lumière brille, mais les voyageurs ne voient qu'un miroir. Une voix résonne soudain, clamant que ce miroir est la seule vérité, avant d'ajouter : « Vous avez fait un long voyage pour arriver au voyageur. »
Cette conception du divin et du rapport de l'homme à Dieu est cependant très contestée par les salafistes qui mettent en avant qu'Allah est « au-dessus de ses créatures » et que celles-ci lui sont soumises[réf. nécessaire].
Ismail al-Faruqi offre une vision synthétique et réconciliatrice du sujet en articulant :
- l'unité de Dieu (tawhîd)
- l'unité de la création
- l'unité du vivant et de l'humanité
- l'unité des facultés humaines
- l'unité du Qur'an

### Panenthéisme ou théomonisme
Les expressions de panenthéisme et de « théomonisme » sont employées par Henry Corbin pour distinguer la doctrine d'Ibn Arabi de celle du panthéisme qui naturaliserait Dieu au lieu de diviniser l'univers. La doctrine théomoniste enseigne « l'unicité de l'être de Dieu » en vertu de laquelle il n'y a que Dieu qui est, et rien en dehors de lui, où il n'y a plus que néant.

## Monisme de la Kabbale

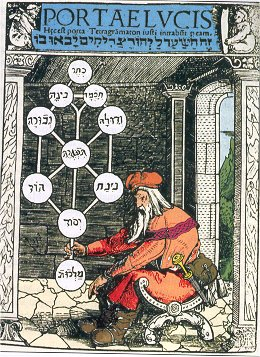
Illustration de l'arbre « séfirotique », principale figure kabbalistique dont les dix Sefirot correspondent aux émanations essentielles de l' En-Sof.

La Kabbale est une tradition ésotérique du judaïsme qui s'est développée à partir du XIIe siècle et a connu un véritable essor en Europe, y compris au sein du christianisme, entre le XVIe siècle et le XVIIIe siècle. Elle est présentée par les kabbalistes eux-mêmes comme la « Loi orale et secrète » donnée par Dieu à Moïse sur le mont Sinaï, en même temps que la « Loi écrite et publique » (la Torah). Elle trouve sa source dans les courants mystiques du judaïsme et dans le gnosticisme, et propose des réponses aux questions essentielles concernant la nature de Dieu, l'origine et la fin de l'univers, le rôle de l'homme et son devenir.
Au judaïsme rabbinique – dualiste par essence, puisque Dieu et le monde y sont de deux natures différentes – s'oppose un monisme kabbalistique, parfois qualifié de « non-dualisme ». Dans ses premières formulations, pourtant, la Kabbale développe un ésotérisme proche du gnosticisme, lequel inclut une cosmogonie et une angéologie dualiste. Typiquement gnostiques sont, par exemple, les descriptions de la création conçue comme un drame cosmique, et la recherche d'un chemin de restauration de l'harmonie originelle du monde, où l'homme se voit attribuer un rôle central. Mais les interprétations spéculatives de la doctrine kabbalistique reposent pour une large part sur les concepts de la philosophie néoplatonicienne et aristotélicienne telles qu'on les connaissait au Moyen-Âge, et dans lesquelles aucune connaissance du divin, si élevée soit-elle, ne peut être atteinte si ce n'est par la contemplation de la relation de Dieu à sa création. Dans ce contexte spéculatif, cette relation cesse d'être pensée comme une distinction ontologique entre deux types d'être, conformément à une approche dualiste, pour être interprétée dans un cadre émanatiste, compatible avec une approche moniste. 
Pour exprimer la nature de cette relation entre Dieu et sa création, les anciens kabbalistes de Provence et d'Espagne forgent au milieu du Moyen-Âge le terme d' Ein-Sof (Infini). Ein-Sof est la perfection absolue au sein de laquelle on ne trouve ni distinction ni différence, restant ainsi inaccessible à toute pensée. À partir de là, les kabbalistes élaborent une théorie de l'émanation dans laquelle dix hypostases, appelés « Sefirot », procèdent d'une source commune dissimulée en tant que telle dans sa propre manifestation. La question de savoir si ces hypostases relèvent d'une extension de l'essence de cette source première (monisme) ou seulement de son rayonnement (émanatisme) n'est pas tranchée, mais la plupart des kabbalistes anciens étaient plus enclins à accepter l'idée que les Sefirot étaient véritablement identiques à la substance ou à l'essence cachée de Dieu. 
La plus grande partie du Zohar, rédigé par Moïse de Leon à la fin du XIIIe siècle, tend vers ce point de vue d'après lequel les Sefirot ne constituent pas des êtres intermédiaires, mais une structure de Dieu lui-même. Dans les textes ultérieurs, toutefois, les Sefirot sont interprétés non pas comme une structure de l'essence divine, mais seulement comme des « récipients » ou des « instruments » que Dieu utilise dans son œuvre, bien que ces entités ne soient ni séparées de lui ni situées hors de lui à la façon des instruments d'un artisan humain. Dans cette nouvelle perspective, les Sefirot émanent successivement de Ein-Sof « comme si une chandelle était allumée par une autre sans que l'Emanateur en soit en aucune façon diminué ». Cette position peut encore être qualifiée de moniste au sens où, contrairement à la conception néoplatonicienne selon laquelle les hypostases se situent en dehors du domaine de l' « Un » (plus exactement, en dessous), les entités fondamentales de la Kabbale ne quittent jamais le champ du divin. L'entité qui est émanée est en effet tirée de sa source comme la lumière l'est du soleil ou l'eau d'un puits. 
Dans la littérature de la Kabbale, un grand nombre d'images expriment de façon récurrente l'unité de Dieu dans ses Sefirot et l'apparente pluralité au sein de l'Un. Par ailleurs, bien qu'il y ait une hiérarchie particulière dans l'ordre des Sefirot, cette hiérarchie n'est pas déterminée de façon ontologique : toutes sont proches de leur source dans l'Emanateur à un niveau égal, de sorte que les distinctions entre elles ne doivent pas être interprétées de façon littérale, mais de manière métaphorique, comme des images ou des symboles utilisés en vue d'une meilleure compréhension de ce qui reste en soi inconnaissable et inconcevable. À partir de l’œuvre d'Isaac Louria au XVIe siècle, les théories du tsimtsoum (contraction de Dieu), de l'espace primordial qui en est issu, du reshimou (« résidu » de la substance divine), du rayon créateur, de l'unité de la chaîne d'être, etc., peuvent également justifier une interprétation moniste (plus particulièrement panthéiste ou panenthéiste) de la Kabbale.